# Смокі (річка)
Смокі-Рівер — річка в західній Альберті, Канада. Це велика притока річки Піс. Описова назва відноситься до наявності «тліючих шарів вугілля на березі річки», помічених індіанцями племені крі.
Площа басейну 50 300 км². Від витоку до річки Піс загальна довжина річки Смокі становить 492 км. Середній розряд.

## Напрямок

Впадіння в річку Піс

Річка Смокі бере початок у канадських Скелястих горах, у північній частині національного парку Джаспер від озера Адольфус (53.171N 119.117W). Потім тече на північний схід через парк Wildemore Willmore, поки не проходить біля міста Гранд Кеш. Він продовжується на північ, проходить Ватіно і впадає в річку Піс на південь від міста Піс-Ривер.